# Hemeroblemma orcus
Hemeroblemma orcus là một loài bướm đêm trong họ Erebidae.